# زبان اشاره ایتالیایی
زبان اشاره ایتالیایی زبان اشاره‌ای است که توسط ناشنوایان و کم شنوایان در ایتالیا، سان مارینو و سوئیس استفاده می‌شود.